# Traité du style
 Traité du style est une œuvre de Louis Aragon, publiée à Paris en 1928, chez Gallimard. Cet essai polémique et provocateur, qui manie l'insolence et l'humour, fut écrit et publié alors qu'Aragon venait d'adhérer au Parti communiste français, en janvier 1927.

## Analyse
Le texte, qui marque par bien des points son adhésion au surréalisme (importance de l’image poétique et du rêve ; attaques contre les romanciers traditionnels, le monde littéraire et les institutions bourgeoises ; pratique de l’injure), est aussi la mise en cause d'une vulgarisation possible du surréalisme vers la mode et le conformisme : « Si vous écrivez, suivant une méthode surréaliste, de tristes imbécillités, ce sont de tristes imbécillités. Sans excuses. Et particulièrement si vous appartenez à cette lamentable espèce de particuliers qui ignore le sens des mots, il est vraisemblable que la pratique du surréalisme ne mettra guère en lumière autre chose que cette ignorance crasse ».
Aragon insiste, en particulier, sur la nécessité impérieuse de la protestation contre le traitement fait aux êtres humains dans le monde contemporain, se référant précisément à Sacco et Vanzetti. Par cela, Traité du style marque le début d'une évolution d'Aragon vers une prise de distance à l'égard d'André Breton, et vers une conception militante du rôle de l'intellectuel, au service de la révolution.
À noter que, dans le droit fil de sa rupture avec le surréalisme et son engagement communiste de plus en plus affirmé, Aragon s'étant opposé dès 1930 à la réédition de son œuvre, celle-ci s'est trouvée pendant longtemps difficilement disponible aux lecteurs en ayant entendu parler dans les ouvrages consacrés aux surréalistes. Aussi bien, en 1978, Gérard Berréby, futur créateur des éditions Allia, scandalisé par ce véto de l'écrivain en entreprend, par défi, une édition pirate dont il déposera directement chez des libraires des exemplaires très vite retirés des rayons sur plainte des Éditions Gallimard. Celles-ci, bien qu'Aragon soit encore vivant, se décideront à sortir l'ouvrage dans leur collection L'Imaginaire en avril 1980.

## Éditions
- Louis Aragon, Traité du style, 1929, Gallimard. Rééd. 1980, coll. « L'Imaginaire ».
- Louis Aragon, Traité du style, 1979 (BNF 35668971). Édition pirate de Gérard Berréby.

### Traductions
- (en) Alyson Waters (trad., introd.), Treatise on style, 1991, University of Nebraska Press.
- (es) Loreto Casado (trad., introd.), Tratado de estilo, 1994, Madrid, Ardora ediciones,  (ISBN 9788488020062).

### À propos de l'édition de Gérard Berréby
- Philippe Munda, Histoire d'un (vrai) faux, Marseille, Salon du salon, 2018, 240 p. (ISBN 978-2-9552776-0-7)
- Gérard Berréby et Aurélie Noury, Documents relatifs à l'édition pirate du Traité du style de Louis Aragon par Gérard Berréby, Saint-Senoux, Incertain sens, 2024, 145 p. (ISBN 978-2-914291-92-7)